# Androuët (Käsehandel)

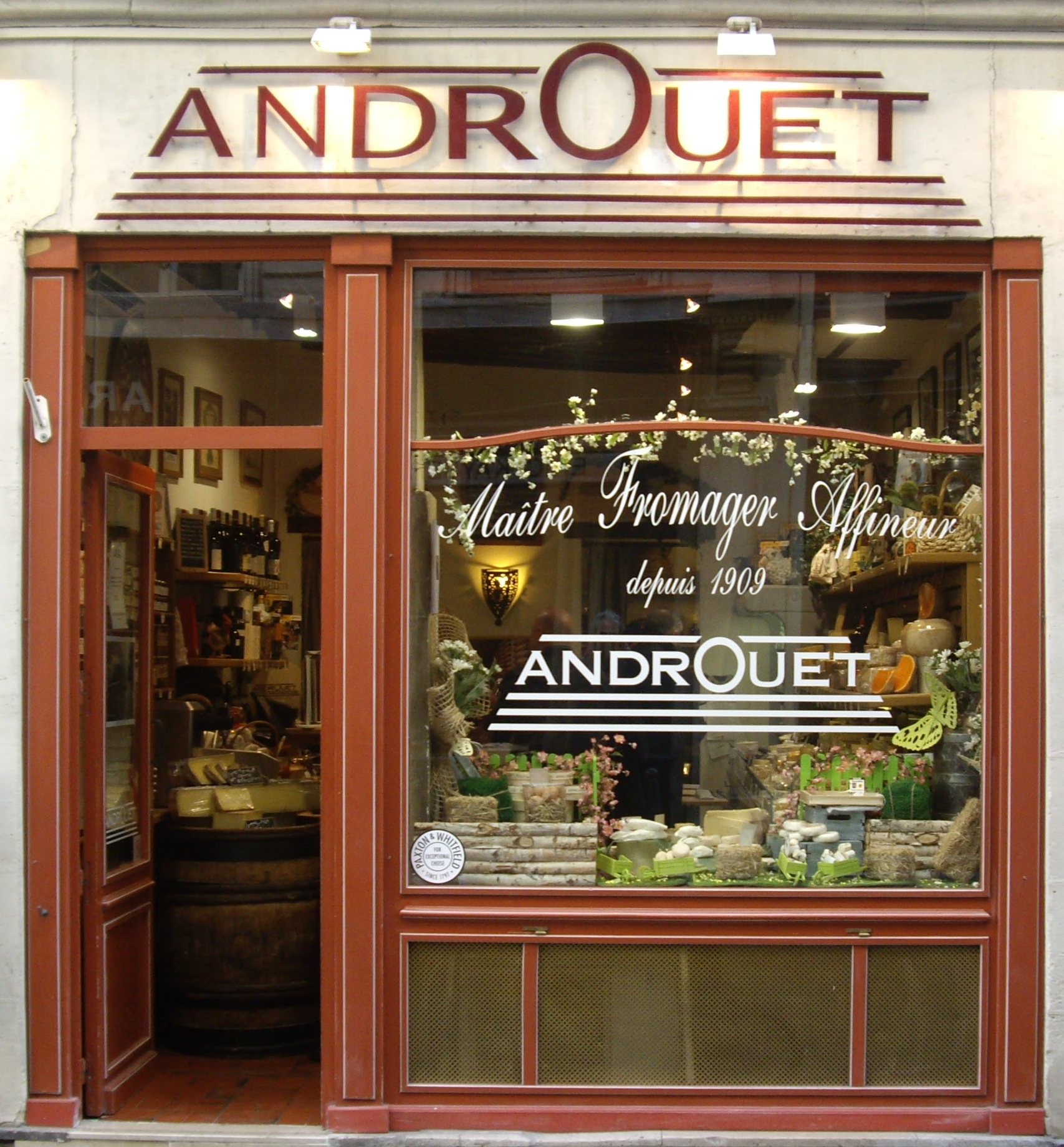
Ladengeschäft in der rue de Verneuil, 7. Arrondissement, Paris, 2010

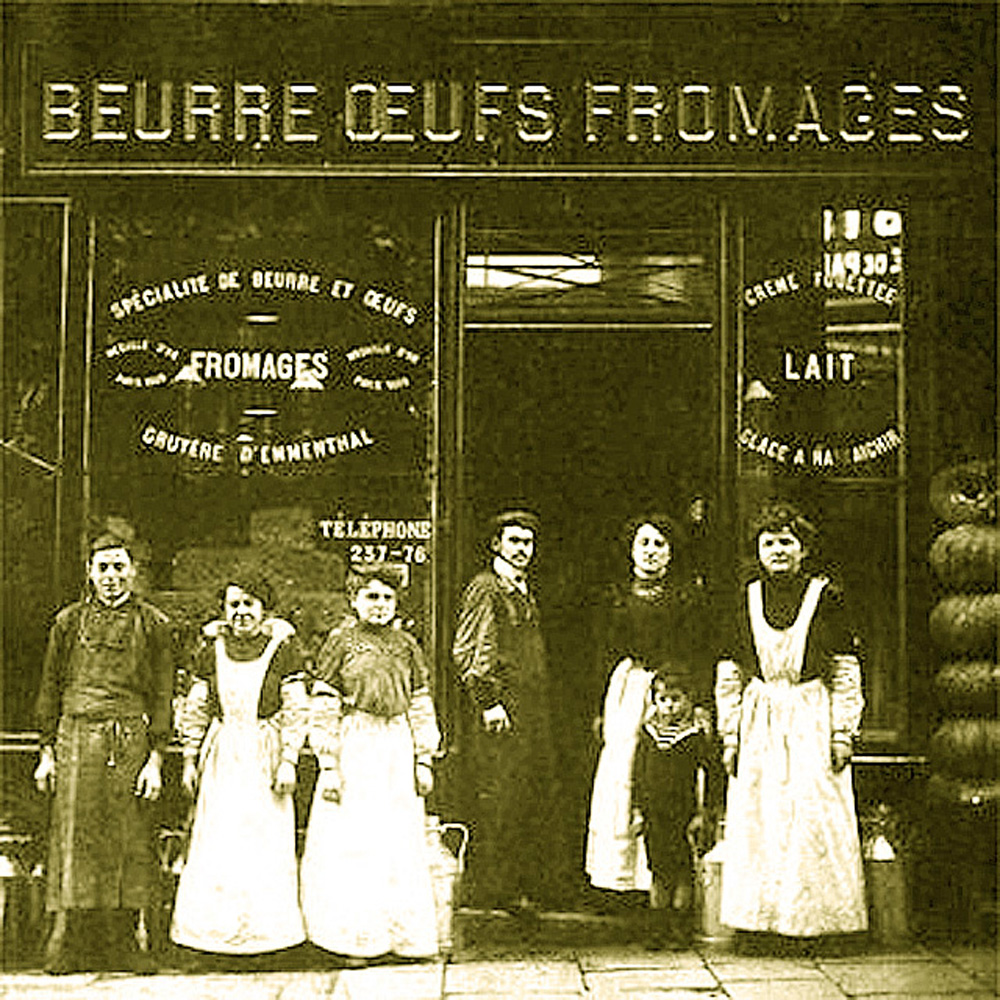
Familie Androuët vor ihrem Laden, 1909

Das Androuët ist eine 1909 in Paris gegründete Käsehandlung und ein Affineur französischer Käse.

## Geschichte
Der aus der Bretagne stammende Firmengründer Henri Androuët war im frühen 20. Jahrhundert als Vertreter für das Unternehmen Fromagerie Ch. Gervais tätig. In Paris lernte er in einem Milchgeschäft in der 41 rue d’Amsterdam im 8. Arrondissement von Paris seine spätere Ehefrau Ida kennen, die dort angestellt war. Die beiden heirateten und übernahmen 1909 mit geliehenem Geld das Geschäft.
Das Angebot umfasste neben frischer Milch, Butter und Eiern auch Käse. Seinerzeit konsumierte die Pariser Bevölkerung weit überwiegend die in großem Maßstab produzierten und weit verbreiteten Käsesorten wie Brie und Camembert. Wegen der langen Transportwege waren die Käse häufig in einem schlechten Zustand oder überreif, wenn sie den Konsumenten erreichten. Henri Androuët betrieb einen großen Aufwand, um die Frische seiner Produkte sicherzustellen. Er bot auch regionale Spezialitäten an, die in Paris oft unbekannt waren und zuvor nicht geschätzt wurden. Nach dem Ersten Weltkrieg bereiste Androuët mit dem Auto ganz Frankreich, um direkt bei den kleinen regionalen Käsereien einzukaufen. 1925 war das Androuët dafür bekannt, dass es ständig mehr als 100 französische Käsesorten im Angebot hatte.
Bereits in den ersten Jahren betätigten sich die Androuëts nicht nur als Käsehändler, sondern auch als Affineure, die den jung eingekauften Käse im eigenen Betrieb veredelten. Dabei war zunächst der Wunsch ausschlaggebend, den Kunden ihren Käse zum Zeitpunkt optimaler Reife anbieten zu können. 1925 veröffentlichte Henri Androuët Prospekte, in denen er über 100 Käsesorten mit Angaben zu ihrer Herkunft, der Herstellung und ihren Eigenschaften rezensierte. Die Prospekte waren sehr begehrt und trugen erheblich zur Popularität vormals unbekannter Käsesorten und zum Erfolg des Hauses bei.
1930 trat Pierre Androuët in das Unternehmen seiner Eltern ein. In den 1930er Jahren entwickelten Henri und Pierre Androuët den Brillat-Savarin, der bis heute, allerdings von einem anderen Unternehmen, hergestellt wird. 1934 eröffnete die Familie Androuët über dem Laden ein Restaurant, das sein Angebot auf Gerichte mit Käse ausrichtete. Dabei wurde auf extravagante Angebote wie selten verfügbare Käsesorten und ungewöhnliche Zutaten weitgehend verzichtet, und den Gästen eine eher traditionelle Karte mit Käsegerichten präsentiert. Zu den Stammgästen gehörten zahlreiche Prominente, wie Orson Welles, Ernest Hemingway und Maria Callas, die gelegentlich selbst in der Küche des Restaurants ein Gericht zubereitete. Neben dem Restaurant befand sich ein Raum, in den die Kunden ungestört die Käsespezialitäten verkosten konnten.
Pierre Androuët übernahm die Leitung des Unternehmens 1948. Anfang der 1950er Jahre waren Henri und Pierre die angesehensten Käsemeister Frankreichs und der Welt. Bereits in dieser Zeit wurde ein Versandhandel eingerichtet, der Kunden in der ganzen Welt pere Luftfracht mit frischem französischem Käse belieferte.
1989 wurde Androuët erstmals aus dem Familienbesitz verkauft. In den folgenden Jahrzehnten gab es mehrere Wechsel des Eigentümers. Seit 2005 ist der aus Südfrankreich stammende Stéphane Blohorn Inhaber des Unternehmens. 2008 war Blohorn als Inhaber des Androuët einer der Sachverständigen, die im Vorfeld der Aufnahme des Gastronomischen Mahls der Franzosen in die Repräsentative Liste des immateriellen Kulturerbes der Menschheit der UNESCO vom französischen Senat angehört wurden.
2017 eröffnete Androuët eine Niederlassung in Levallois, zu der auch fünf Keller mit einer Fläche von 250 Quadratmetern gehören. Die Keller bieten unterschiedliche Temperaturen, Luftfeuchtigkeiten und Mikrofloren für die Käsereifung. Anfang 2020 unterhielt das Unternehmen zehn Läden in Paris und Umgebung und vier in Schweden. In England kooperiert Androuët mit Paxton & Whitfield, dem ältesten Käsehändler des Landes. Während Paxton & Whitfield von Androuët mit französischen Käsespezialitäten beliefert wird, bezieht Androuët seine englischen Käse durch Paxton & Whitfield.

## Belege
1. ↑  Serge Schéhadé: Androuët Pierre (Maître Fromager, Paris 75). In: Camembert Museum. 4. November 2019, abgerufen am 19. Januar 2020.
2. 1 2  Paul Freedman: Androuët. In: Catherine Donnelly (Hrsg.): The Oxford Companion to Cheese. Oxford University Press, Oxford 2016, ISBN 978-0-19-933088-1, S. 29.
3. 1 2 3 4 5 6 7  Alexandra Leaf: Androuët, Pierre. In: Catherine Donnelly (Hrsg.): The Oxford Companion to Cheese. Oxford University Press, Oxford 2016, ISBN 978-0-19-933088-1, S. 29–30.
4. 1 2  Geschäftige Stunden auf der Rue d'Amsterdam. In: androuet.com. Abgerufen am 19. Januar 2020.
5. ↑  Juliet Harbutt (Hrsg.): World Cheese Book. Dorling Kindersley, London u. a. 2009, ISBN 978-0-7566-5442-9, S. 42.
6. ↑  Sarah Spira: Brillat-Savarin. In: Catherine Donnelly (Hrsg.): The Oxford Companion to Cheese. Oxford University Press, Oxford 2016, ISBN 978-0-19-933088-1, S. 88.
7. ↑  Eine Familiengeschichte. In: androuet.com. Abgerufen am 19. Januar 2020.
8. ↑  Das Haus Androuët heute. In: androuet.com. Abgerufen am 19. Januar 2020.
9. ↑  2017: Androuet s'offre 5 caves d'affinage. In: androuet.com. Abgerufen am 19. Januar 2020.
10. ↑  Unsere Läden. In: androuet.com. Abgerufen am 19. Januar 2020.
11. ↑  Jill Norman: Paxton and Whitfield. In: Catherine Donnelly (Hrsg.): The Oxford Companion to Cheese. Oxford University Press, Oxford 2016, ISBN 978-0-19-933088-1, S. 554–555.